# Liarea egea
Liarea egea là một loài ốc đất liền cỡ nhỏ, là động vật chân bụng sống trên cạn động vật thân mềm thuộc họ Pupinidae.

## Phân loài
- Liarea egea egea Gray, 1850: New Zealand.[1]
- Liarea egea tessellata Powell, 1954: New Zealand.[1]